# Alphabet radio allemand
L’alphabet radio allemand est un alphabet radio propre à l'Allemagne.

## Histoire
Avec l'arrivée des nazis au pouvoir en 1933, l'alphabet radio est modifié. Les noms juifs ou associés au judaïsme sont retirés (Albert, Samuel, David, Jacob, Nathan, Theodor, Zacharias), et des noms sont remplacés dans une perspective de propagande germaniste et belliqueuse : Ypres (en allemand Ypern) est la première ville sur laquelle les Allemands ont utilisé du gaz pendant la Première Guerre mondiale, le zeppelin a été utilisé pour bombarder pendant la même guerre, Siegfried est un héros de la mythologie nordique, les Aryens viendraient du Nord (d'où Nordpol, le pôle Nord).
Le code est "dénazifié" en 1948. Certaines personnes utilisent toujours des mots du code de 1933-1948 par habitude

## Tableau
| Lettre | Avant 1933                                              | 1933-1945                                               | Depuis 1948,                                            |
| ------ | ------------------------------------------------------- | ------------------------------------------------------- | ------------------------------------------------------- |
| A      | Albert albèrtt                                          | Anton ann-tôn (o long)                                  | Anton ann-tôn (o long)                                  |
| B      | Bertha                                                  |                                                         | Berta bèr-ta                                            |
| C      | Citrone tsitrône                                        |                                                         | Cäsar tsè-zar                                           |
| D      | David                                                   | Dora dô-ra                                              | Dora dô-ra                                              |
| E      | Emil é-mil                                              | Emil é-mil                                              | Emil é-mil                                              |
| F      | Friedrich fri-drich (ch = [ç] voir alphabet phonétique) | Friedrich fri-drich (ch = [ç] voir alphabet phonétique) | Friedrich fri-drich (ch = [ç] voir alphabet phonétique) |
| G      | Gustav gouss-taf                                        | Gustav gouss-taf                                        | Gustav gouss-taf                                        |
| H      | Heinrich haïn-rich (h aspiré; [ç])                      | Heinrich haïn-rich (h aspiré; [ç])                      | Heinrich haïn-rich (h aspiré; [ç])                      |
| I      | Irma                                                    |                                                         | Ida i-da                                                |
| J      | Jacob yacôb                                             | Jot yôt                                                 | Julius you-li-ouss                                      |
| K      | Karl                                                    |                                                         | Kaufmann kaof-mann                                      |
| L      | Ludwig loud-vig                                         | Ludwig loud-vig                                         | Ludwig loud-vig                                         |
| M      | Marie                                                   |                                                         | Martha mar-ta                                           |
| N      | Nathan nata-n                                           | Nordpol nort-pôle                                       | Nordpol nort-pôle                                       |
| O      | Otto o-to                                               | Otto o-to                                               | Otto o-to                                               |
| P      | Paul paoul                                              |                                                         | Paula paou-la                                           |
| Q      | Quelle kvè-le                                           | Quelle kvè-le                                           | Quelle kvè-le                                           |
| R      | Richard ri-chart [ç]                                    | Richard ri-chart [ç]                                    | Richard ri-chart [ç]                                    |
| S      | Samuel za-mou-èl                                        | Siegfried zigfrid                                       | Samuel                                                  |
| T      | Theodor thé-o-dor (h aspiré)                            | Toni                                                    | Theodor                                                 |
| U      | Ulrich oul-rich [ç]                                     | Ulrich oul-rich [ç]                                     | Ulrich oul-rich [ç]                                     |
| V      | Viktor vic-tor                                          | Viktor vic-tor                                          | Viktor vic-tor                                          |
| W      | Wilhelm vil-hèl-m (h aspiré)                            | Wilhelm vil-hèl-m (h aspiré)                            | Wilhelm vil-hèl-m (h aspiré)                            |
| X      | Xanthippe ksan-tip-pe                                   | Xanthippe ksan-tip-pe                                   | Xanthippe ksan-tip-pe                                   |
| Y      | Ypsilon up-si-lonn                                      | Ypern upeurn                                            | Ypsilon                                                 |
| Z      | Zacharias za-kha-ri-ass                                 | Zeppelin zepline                                        | Zacharias                                               |
| Ä (AE) |                                                         |                                                         | Ärger èr-gueur                                          |
| CH     |                                                         |                                                         | Charlotte char-lo-te                                    |
| Ö (OE) |                                                         |                                                         | Ökonom eu-kô-nôm                                        |
| SCH    |                                                         |                                                         | Schule chou-le                                          |
| ß (SS) |                                                         |                                                         | Eszet èss-tsèt                                          |
| Ü (UE) |                                                         |                                                         | Übermut u-beur-mout                                     |

Les Allemands distinguent des combinaisons de lettres comme des lettres spécifiques ; ainsi, SCHIESSEN (Schießen) s'épellera « Schule, Ida, Emil, Eszett, Emil, Nordpol » et non « Samuel, Cäsar, Heinrich, Ida, Emil, Samuel, Samuel, Emil, Nordpol ». Les voyelles infléchies par un umlaut (tréma) sont des lettres à part, par exemple : Ulrich pour u et Übermut pour ü.
Ni les voyelles longues, ni les accents toniques ne sont notés dans la prononciation approximative.